# .pw
.pw je internetová národní doména nejvyššího řádu pro Palau.